# Anthrax satellitius
Anthrax satellitius är en tvåvingeart som beskrevs av Walker 1856. Anthrax satellitius ingår i släktet Anthrax och familjen svävflugor. Inga underarter finns listade i Catalogue of Life.